# James Vincent McMorrow
James Vincent McMorrow (Dublino, 17 agosto 1981) è un cantautore, musicista e polistrumentista irlandese.Nella sua carriera ha pubblicato sei album in studio, riuscendo a raggiungere la vetta della classifica irlandese con uno di essi.

## Biografia
McMorrow esegue il suo debutto musicale nel 2008, quando pubblica l'EP The Sparrow and the Wolf. Nel 2010 pubblica il suo album di debutto Early in th Morning, che raggiunge la ventiduesima posizione nella classifica irlandese. A partire dal 2011 si esibisce regolarmente nella TV britannica e la sua canzone Shells of Silver viene inserita nella colonna sonora della serie TV Gossip Girl. Nel 2014 pubblica il suo secondo album , che raggiunge la numero 2 nella classifica irlandese oltre a riuscire ad entrare in svariate altre classifiche internazionali. Nel 2015 compone la colonna sonora per il film Martha, diretto da Sam Benenati.
Nel 2016 il suo brano Wicked Game (cover di Chris Isaak) viene inserita nella colonna sonora de Il trono di spade e collabora con il DJ Kygo nel singolo promozionale I'm in Love, dall'album Cloud Nine. Nei mesi successivi pubblica l'album We Move, che raggiunge la vetta della classifica irlandese. Nel 2017 pubblica il suo quarto album True Care, per poi continuare a pubblicare singoli negli anni successivi. Nel 2021 pubblica l'album Grapefruit Sessions.

## Discografia

### Album in studio
- 2010 – Early in the Morning
- 2014 – Post Tropical
- 2016 – We Move
- 2017 – True Care
- 2021 – Grapefruit Sessions
- 2022 – The Less I Knew

### EP
- 2008 – The Sparrow and the Wolf
- 2010 – James Vincent McMorrow